# Tettsū Gikai
Tettsū Gikai (徹通義介) qui reçoit la transmission dharma de Koun Ejō, est considéré comme son successeur spirituel par l'école sōtō du bouddhisme zen. À l'époque cependant, la situation n'est pas claire et de nombreux moines soutiennent ses rivaux, Jakuen, Gien et Giin, et la crise de succession de Dôgen (sandai sōron) n'est pas résolue de son vivant.
Il suscite la controverse avec les autres moines parce qu'il introduit des pratiques innovantes visant à rendre le sōtō plus populaire auprès des laïcs japonais, pratiques que Dōgen aurait désapprouvées selon certains. Toutefois, il a également de nombreux disciples et ses innovations deviennent finalement la forme standard du zen sōtō. Son disciple Keizan développe ses projets pour le sōtō et devient la deuxième figure la plus célèbre de l'histoire de l'école.

## Source
William M. Bodiford. Sōtō Zen in Medieval Japan. University of Hawaii Press, 1993.

## Source de la traduction
- (en) Cet article est partiellement ou en totalité issu de l’article de Wikipédia en anglais intitulé « Tettsū Gikai » (voir la liste des auteurs).